# Ernest Herbecq
Ernest Herbecq, né le 23 juillet 1835 à Avesnes-sur-Helpe (Nord) et mort le 28 décembre 1902 à Paris (Seine), est un homme politique français.

## Biographie
Notaire à Maubeuge en 1861, conseiller municipal, puis adjoint au maire de Maubeuge de 1874 à 1881, il est conseiller d'arrondissement en 1875 et président du conseil d'arrondissement en 1889. Il est député de la 2e circonscription d'Avesnes de 1891 à 1893, siégeant sur les bancs républicains.

## Distinctions
- Chevalier de la Légion d'honneur par décret du 15 juillet 1902[3].

## Sources
- « Ernest Herbecq », dans Adolphe Robert et Gaston Cougny, Dictionnaire des parlementaires français, Edgar Bourloton, 1889-1891 [détail de l’édition]